# Libera Chat
Libera Chat是为自由及开放源代码软件项目提供服务的IRC網路，由前Freenode成员成立于2021年5月19日。
2021年5月19日，安德魯·李宣告其拥有Freenode的所有權與控制權。Freenode的前成員不滿安德魯的收購，因而從Freenode辭職，并指控安德魯·李通過模糊的法律程序「奪走」了Freenode。在Freenode被安德魯·李接管后，他们創辦了Freenode的替代服務Libera Chat。此后，大批开源项目从Freenode逃离至Libera Chat及其他IRC网络。

## 外部連結
- 官方网站 （英文）